# Metropolregion Chennai

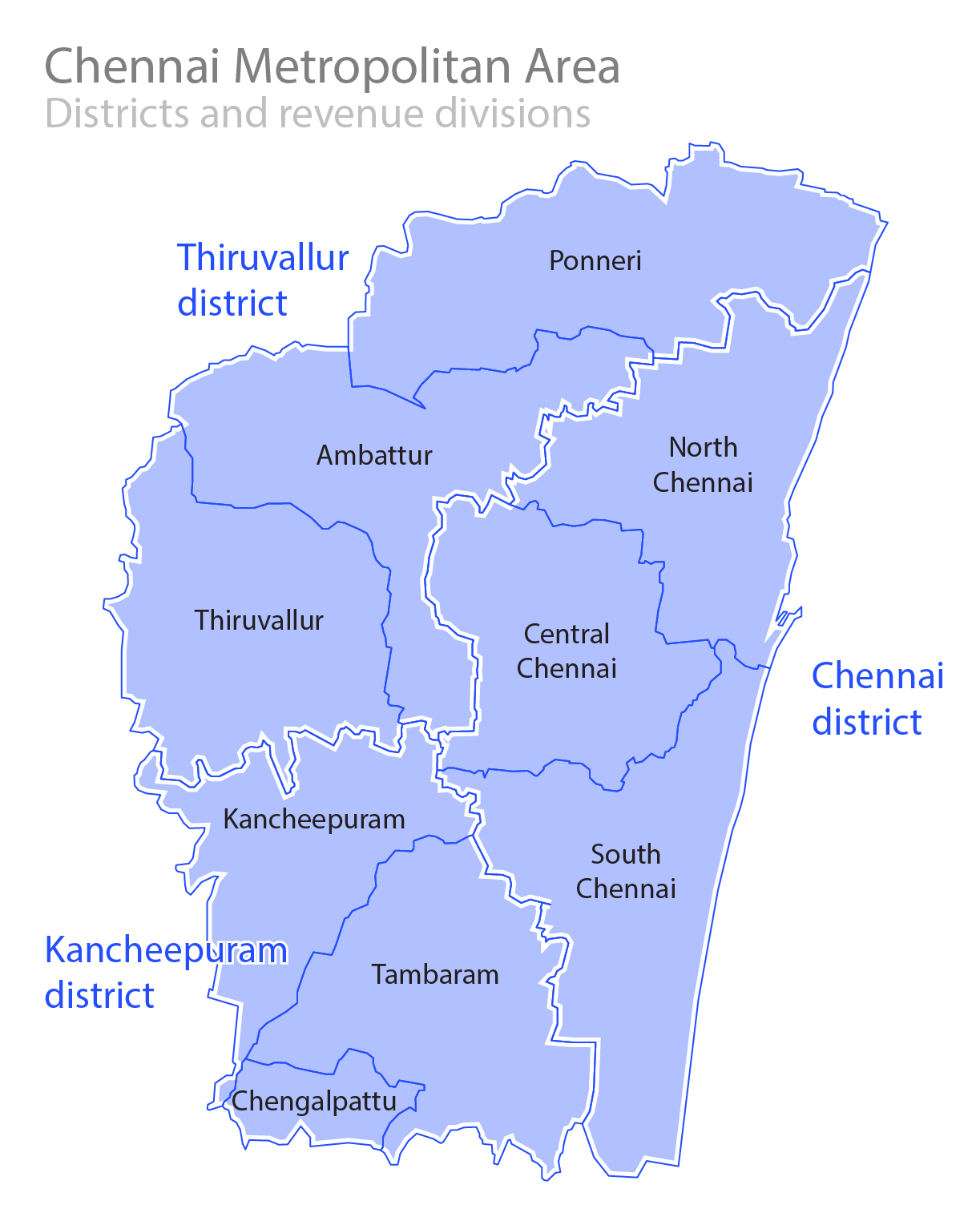
Karte der Metropolregion Chennai. Blau: Chennai, orange: Distrikt Tiruvallur, grün: Distrikt Kanchipuram

Die Metropolregion Chennai (engl. Chennai Metropolitan Area, kurz CMA; Tamil: சென்னை மாநகர பரப்பு) ist eine Metropolregion in Indien. Sie umfasst die Stadt Chennai (Madras), die Hauptstadt des Bundesstaates Tamil Nadu und fünftgrößte indische Stadt, und Teile des angrenzenden Umlandes. Die Metropolregion Chennai hat 7.026.281 Einwohner auf einer Fläche von 1.189 km² (Stand 2001). Die Stadtplanung und -entwicklung in der Metropolregion wird durch die Behörde Chennai Metropolitan Development Authority koordiniert.
Die Metropolregion Chennai umfasst die Stadt Chennai sowie 16 Stadtgemeinden (municipalities), 20 nach dem Panchayat-System verwaltete Städte (town panchayats) und 224 Dörfer. Neben Chennai sind die größten Städte Ambattur, Avadi, Tiruvottiyur, Alandur, Pallavaram und Tambaram. Die Metropolregion erstreckt sich über das Gebiet von drei Distrikten: Es umfasst den Distrikt Chennai, der identisch mit dem administrativen Stadtgebiet Chennais ist, sowie Teile der angrenzenden Distrikte Tiruvallur und Kanchipuram. Fläche und Einwohner teilen sich dabei wie folgt auf:
| Distrikt             | Fläche    | Einwohner (2001) |
| -------------------- | --------- | ---------------- |
| Distrikt Chennai     | 176 km²   | 4.343.645        |
| Distrikt Tiruvallur  | 637 km²   | 1.574.847        |
| Distrikt Kanchipuram | 376 km²   | 1.107.789        |
| insgesamt            | 1.189 km² | 7.026.281        |